# CP série 2100/2150
 (septembre 2022).
Si vous disposez d'ouvrages ou d'articles de référence ou si vous connaissez des sites web de qualité traitant du thème abordé ici, merci de compléter l'article en donnant les références utiles à sa vérifiabilité et en les liant à la section « Notes et références ».
La série 2100/2150 était une série de rames automotrices électriques tricaisse de la compagnie Comboios de Portugal, (compagnie des chemins de fer portugais), qui furent construites dans les années 1970 par plusieurs sociétés : Sorefame, Siemens, AEG, Oerlikon et BBC.

## Historique
Les rames 2167 et 2168 étaient équipées de hacheurs à thyristors, qui furent une première expérience de l'électronique de puissance dans les CP.
Elles ont été modernisées avec renomérotation dans la série 2240.

## Production
- 4e série :
  - Remorques pilote 1 : numérotées :  9 0 94 5 002101 à 9 0 94 5 992147 (impaires)
  - Motrices : numérotées : 9 0 94 9 172101 à 9 0 94 9 172124
  - Remorques Pilote 2 : numérotées : 9 0 94 5 002102 à 9 0 94 5 002148 (paires)

- 5e série :
  - Remorques pilote 1 : numérotées : 9 0 94 5 002151 à 9 0 94 5 002185 (impaires)
  - Motrices : numérotées : 9 0 94 9 172151 à 9 0 94 9 172168
  - Remorques pilote 2 : numérotées : 9 0 94 5 002152 à 9 0 94 5 002186 (paires)